# Maxym Semiankiv
Maxym Semiankiv –en ucraniano, Максим Семянків– (Kamianské, 20 de enero de 1992) es un deportista ucraniano que compitió en gimnasia artística.
Ganó una medalla de bronce en el Campeonato Europeo de Gimnasia Artística de 2014, en la prueba por equipos. Participó en los Juegos Olímpicos de Río de Janeiro 2016, ocupando el octavo lugar en el concurso por equipos.

## Palmarés internacional
| Campeonato Europeo | Campeonato Europeo | Campeonato Europeo | Campeonato Europeo   |
| Año                | Lugar              | Medalla            | Prueba               |
| ------------------ | ------------------ | ------------------ | -------------------- |
| 2014               | Sofía ( Bulgaria)  | Medalla de bronce  | Concurso por equipos |